# Transvestitenbuntbarsch
Der Transvestitenbuntbarsch (Nanochromis transvestitus), auch als Kongo-Zwergbuntbarsch bekannt, ist ein Buntbarsch aus dem westlichen Zentralafrika. Der lateinische Artname transvestitus bezieht sich darauf, dass bei dieser Fischart die Geschlechterrolle auf den ersten Blick vertauscht zu sein scheint, da die weiblichen Tiere bedeutend kräftiger gefärbt sind als die männlichen.

## Verbreitung und Lebensraum
Der Transvestitenbuntbarsch ist im Kongobecken beheimatet und kommt dort endemisch im Mai-Ndombe-See und dem angeschlossenen Gewässersystem vor. Als sein Lebensraum werden dabei flache, ruhige Uferzonen beschrieben, das Wasser ist mineralarm und sauer mit einem pH-Wert von 4,5 bis 6,0. Der Fisch wird auf der „Roten Liste gefährdeter Arten“ der IUCN als „stark gefährdet“ (EN) eingestuft.
Die Tiere ernähren sich vor allem von Insekten und anderen Kleinstlebewesen, die sie sowohl an der Oberfläche und im Freiwasser fangen als auch im sandigen Bodengrund aufspüren.

## Merkmale
Die Fische sind wie alle Arten der Gattung Nanochromis relativ klein bleibend, wobei die Angaben aber je nach Quelle Unterschiede aufweisen. Die männlichen Tiere erreichen eine Körperlänge von sechs bis sieben Zentimetern, die Weibchen bleiben etwas kleiner. Die Grundform ist schlank mit langgezogener Rückenflosse. Der Körper ist bläulich grau gefärbt und besitzt meist schwach ausgeprägte dunkle Querbinden, die sich auf den Flossen deutlicher fortsetzen. Die Oberseite des Kopfes ist dunkel, während der Kehlbereich und die Kiemendeckel metallisch golden schimmern. Die Weibchen weisen zusätzlich in Rücken-, Schwanz- und Afterflosse senkrechte weiße Streifen sowie einen purpurrot gefärbten Bauch auf. Allgemein ist die Färbung während Balz und Brutpflege bedeutend kontrastreicher ausgeprägt.

## Fortpflanzung
Wie für die Gattung typisch, handelt es sich beim Transvestitenbuntbarsch um monogame Höhlenbrüter mit ausgeprägter Brutpflege in Form einer „Vater-Mutter-Familie“. Hat sich ein Paar gefunden, werden geeignete Höhlen als Teil des Balzrituales durch beide Partner gemeinsam von Sand und Fremdkörpern befreit. Danach werden 40 bis 60 Eier an die Wände der Höhle abgelegt. Anschließend bewachen die Weibchen das Gelege, entfernen abgestorbene Eier und sorgen durch Fächeln mit ihren Flossen für die Zufuhr von Frischwasser. Das Männchen verteidigt währenddessen den die Bruthöhle umgebenden Bereich, wobei durchaus auch größere Fische angegriffen werden. Die Jungfische schlüpfen nach 8 bis 10 Tagen und werden dann durch beide Elterntiere geführt.

## Aquarienhaltung
Dieser Zwergbuntbarsch wurde erstmals Ende der 1980er Jahre nach Deutschland importiert, ist jedoch bis heute nicht zuletzt auf Grund seiner Ansprüche an die Haltungsbedingungen selten im Aquarium anzutreffen. Der Transvestitenbuntbarsch benötigt im Aquarium unter anderem saures, weiches Wasser mit einem pH-Wert zwischen 4,5 und 6,0 und einer Gesamthärte bis 5 °dH sowie Sandboden und vielfältige Deckungsmöglichkeiten. Eine Vergesellschaftung mit anderen Fischarten wird auch dadurch erschwert, dass die normalerweise friedlichen Fische wie fast alle Buntbarsche während der Brutpflege ein ausgeprägtes Territorialverhalten nicht nur gegenüber Artgenossen, sondern auch allen anderen Beckeninsassen zeigen.
Inzwischen wird der Transvestitenbuntbarsch unter anderem auch in Europa erfolgreich in Gefangenschaft nachgezüchtet, was in Hinblick auf die Bestandsgefährdung im Ursprungsbiotop als positiv zu werten ist.